# 神聖娼婦
神聖娼婦（しんせいしょうふ、あるいは神殿娼婦、聖婚とも）は、宗教上の儀式として神聖な売春を行った者である。その儀式を神聖売春または神殿売春という。

## 古代近東地域における神聖娼婦

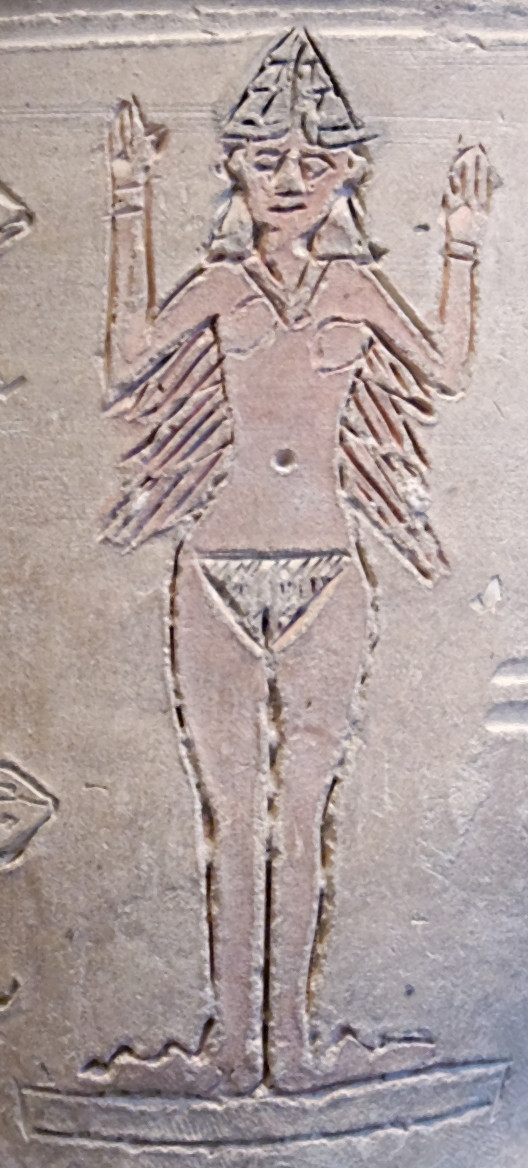
イナンナもしくはイシュタルは女神官の儀式用髪飾りを付けて表される

チグリス川とユーフラテス川に沿った古代近東にはバビロンのイシュタルの神殿をはじめとした多くの聖地や神殿、「神の家」が存在しており、ヘロドトスは『歴史』の中で神殿売春の慣習を伝えているが、多分に誤解を含んでいるという主張もある。

### 古代メソポタミアと古代ギリシア
古代メソポタミアの巫女は、寄進を受けた者に神の活力を授けるために性交渉を行う風習があったとも言われる。『ギルガメッシュ叙事詩』でもギルガメッシュの友エンキドゥの獣性を鎮めるために、娼婦を派遣して性交渉を行ったという伝説がある。また、古代メソポタミアのイシュタルや古代ギリシアのアフロディーテ、北欧神話のフレイヤなど、多くの神話では愛と美を司る女神は性に奔放な姿で描かれているのも、こうした神殿娼婦の影響によるものと考えられている。古代ギリシアの歴史家ヘロドトスは古代メソポタミアにおいて神殿売春が行われていたと初めて言及した人物である。

## アジア
デウキとは、古にされた契約を果たして宗教的な利益を得るために少女が地元のヒンズー教の寺院に捧げられる、ネパール西部の古い習慣である。少女は売春婦として寺院に奉仕し、それはインドのデーヴァダーシーの習慣と類似している。この習慣は無くなりつつあるが、少女はまだ捧げられている。

### 日本
鎌倉時代には巫女を養っていた多くの神社や寺院が破綻し、生活の糧を求めて旅に出る巫女が現れ「歩き巫女」と呼ばれるようになった。巫女は主に宗教的なサービスを提供していたが、売春とも広く関係していた。しかし巫女が売春をする宗教的な理由は知られておらず、神聖な売春とは無関係である可能性がある。